# Spiele der Frankophonie

Logo der Spiele der Frankophonie

Die Spiele der Frankophonie (französisch Jeux de la Francophonie) umfassen unterschiedliche Kunst- und Sportwettbewerbe in verschiedenen französischsprachigen Ländern, die seit dem Jahr 1989 ausgetragen werden.

## Ziele
Die Satzung der Spiele der Frankophonie definiert ihre Ziele wie folgt:
- Sichtbarmachung der Gesamtheit der frankophonen Länder und ihnen die Rückwirkungen aller Art zu sichern,
- die Annäherung von Ländern zu erlauben, die den Gebrauch des Französischen gemeinsam haben,
- das Besondere der frankophonen Kultur bekannt zu machen, sowohl in seiner Einheitlichkeit als auch in seiner Verschiedenheit und den kulturellen und künstlerischen Austausch zu entwickeln,
- beizutragen zur Vorbereitung des frankophonen sportlichen Nachwuchses auf die großen Sportveranstaltungen der Zukunft,
- die Jugend und besonders die Frauen der Länder in Bewegung zu bringen, die das Französische teilen, durch die Teilnahme an der Entwicklung der kulturellen und sportlichen Aktivitäten dieser Länder und das Beitragen zur internationalen Solidarität,
- beizutragen zur Förderung der französischen Sprache.

## Veranstaltungen
- 1989: I.  Casablanca und Rabat – 8. bis 22. Juli – 38 Nationen[1]
- 1994: II.  Paris/Évry-Bondoufle – 5. bis 13. Juli – 45 Nationen
- 1997: III.  Antananarivo – 27. August bis 6. September – 30 Nationen
- 2001: IV.  Ottawa-Gatineau – 14. bis 24. Juli – 51 Nationen
- 2005: V.  Niamey – 7. bis 17. Dezember – 44 Nationen
- 2009: VI.  Beirut – 27. September bis 6. Oktober – 40 Nationen
- 2013: VII.  Nizza – 6. bis 15. September – 54 Nationen
- 2017: VIII.  Abidjan – 21. bis 30. Juli – 43 Nationen
- 2023: IX.  Kinshasa – 28. Juli bis 6. August – 37 Nationen (darunter die Schweiz);[2] 1810 Teilnehmer[3]
- 2027: X.  Jerewan[4]
- 2031: XI. Spiele der Frankophonie. Der Aufruf zu Bewerbungen für den Austragungsort der XI. Spiele läuft seit Juni 2022.[5][4]